# Imperio de la libertad

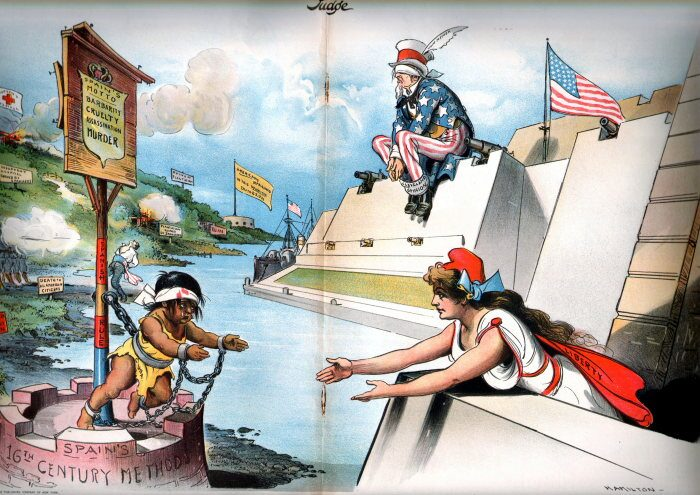
Columbia (la personificación del pueblo de Estados Unidos) intenta ayudar a la oprimida Cuba, mientras el Tío Sam (personificación del gobierno de Estados Unidos), cegado por una venda, no parece dispuesto a usar sus cañones. Dibujo satírico de 1897.

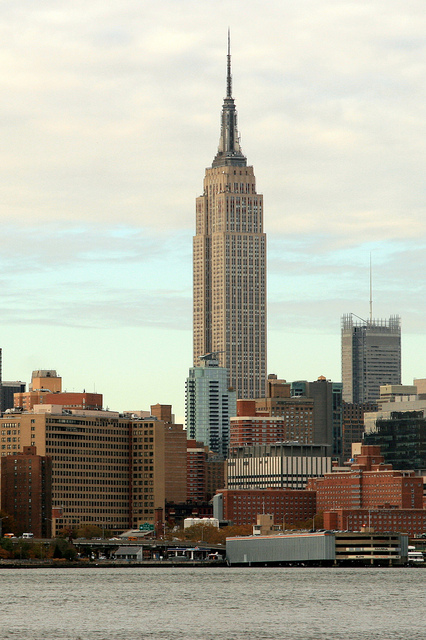
El edificio Empire State, cuyo nombre evoca la asociación con el tópico.

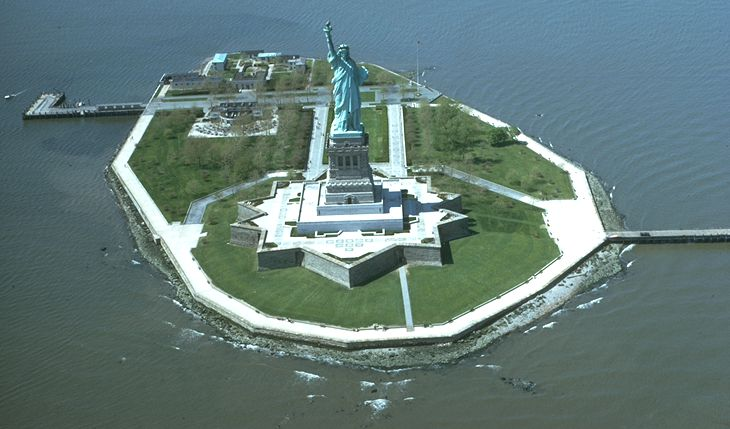
La Liberty Island con la Liberty Statue, cuyos nombres evocan la misma asociación.

Imperio de la libertad es un tópico original de Thomas Jefferson que proclama la responsabilidad de Estados Unidos en cuanto a la expansión de la libertad por el mundo, como una suerte de imperio benévolo; una misión paralela (equivalente o contrapuesta, según quiera interpretarse) a la que para el Imperio británico se definió como "la carga del hombre blanco".
La identificación de la República con un Imperio era, de hecho, uno más de los conscientemente buscados paralelismos entre los nacientes Estados Unidos y la Roma antigua.
La revolución estadounidense fue un ejemplo que se contagió a otras naciones, en lo que se ha denominado el "ciclo atlántico" de las revoluciones liberales o burguesas (Revolución francesa, revolución liberal española, independencia de la América española), pero para Jefferson la misión de Estados Unidos no se limitaría al ejemplo, sino que implicaba la necesidad de expandirse hacia el oeste (lo que posteriormente se definió como destino manifiesto) e intervenir en otros países cuando fuera necesario (especialmente en el resto de América, lo que posteriormente se definió como doctrina Monroe).

## Política exterior
La política exterior de los Estados Unidos suele interpretarse como un desarrollo de esos principios con mayores o menores grados de idealismo, realismo o cinismo, tanto en la guerra (guerras con México, intervenciones en Centroamérica -Banana Wars, diplomacia de cañonero, ocupación estadounidense de Nicaragua separación de Panamá de Colombia-, Guerra Hispano-Norteamericana -1898-, Primera Guerra Mundial -1917-, Segunda Guerra Mundial -1941-, Guerra Fría -1947-, Guerra contra el terrorismo -2001-) como en políticas más amplias, expuestas por los presidentes de Estados Unidos a lo largo de la historia: Abraham Lincoln (discurso de Gettysburg), Theodore Roosevelt (Big Stick -"gran garrote"-), Woodrow Wilson (wilsonianismo, catorce puntos), Franklin D. Roosevelt (política de buena vecindad, conceptos de back yard -"patio trasero"- y de our son of a bitch -"nuestro hijo de puta"-), Harry Truman (plan Marshall, doctrina Truman, teoría del dominó), J. F. Kennedy (Alianza para el Progreso, Cuerpo de Paz), Ronald Reagan (teoría del "imperio del mal"), Bill Clinton (doctrina Clinton), George W. Bush y Barack Obama (doctrina Obama).
Es un tópico inverso la utilización sarcástica de "imperio de la libertad" para condenar la política exterior de Estados Unidos como imperialista; o determinados aspectos de su política interior como represora. Esa es la postura de la mayor parte de los intelectuales "de izquierda" como Gore Vidal, Noam Chomsky, Chalmers Johnson o Giannina Braschi.

## El sueño americano y la emigración
La emigración a Estados Unidos fue una constante en la historia de esa nación, que, más allá del cumplimiento en la realidad de tales definiciones, se definió racialmente como un melting pot ("crisol"), social y económicamente como una tierra de oportunidades e ideológicamente como una tierra de refugio para todo tipo de disidentes (religiosos o políticos). Personajes tan dispares como Napoleón Bonaparte y Karl Marx estuvieron sopesando la posibilidad de refugiarse en los Estados Unidos.

Give me your tired, your poor,
Your huddled masses yearning to breathe free,
The wretched refuse of your teeming shore.
Send these, the homeless, tempest-tost to me,
I lift my lamp beside the golden door!
Dadme a vuestras cansadas, a vuestras pobres
a vuestras hacinadas masas que anhelan respirar libres,
al desamparado desecho de vuestras rebosantes orillas.
¡Enviádmelos, a los sin hogar, a los sacudidos por las tempestades,
yo elevo mi faro tras la puerta dorada!
Emma Lazarus, The New Colossus (1883), poema inscrito en el pedestal de la Estatua de la Libertad.

The land of the free and the home of the brave
La tierra de los libres y el hogar de los valientes
Francis Scott Key, The Star-Spangled Banner (1814), himno nacional desde 1931.

## Jefferson
Jefferson usó la expresión Empire of Liberty en 1780, en plena revolución. Concebía a los Estados Unidos como un imperio dedicado a la libertad, que pudiera detener el crecimiento del Imperio británico, que odiaba y temía:

We shall divert through our own Country a branch of commerce which the European States have thought worthy of the most important struggles and sacrifices, and in the event of peace [ending the American Revolution]...we shall form to the American union a barrier against the dangerous extension of the British Province of Canada and add to the Empire of liberty an extensive and fertile Country thereby converting dangerous Enemies into valuable friends.
Carta de Jefferson a George Rogers Clark (el hermano de William Clark), 25 de diciembre de 1780.

Jefferson imaginaba tal "imperio" extendiéndose hacia el oeste por el continente americano. Consideraba tal expansión crucial para el futuro de la nación. Durante su presidencia incentivó la compra de Luisiana (1803), lo que dobló la superficie de Estados Unidos y abrió un enorme campo a la colonización y posterior expansión (I confess I look to this duplication of area for the extending of a government so free and economical as ours, as a great achievement to the mass of happiness which is to ensue).

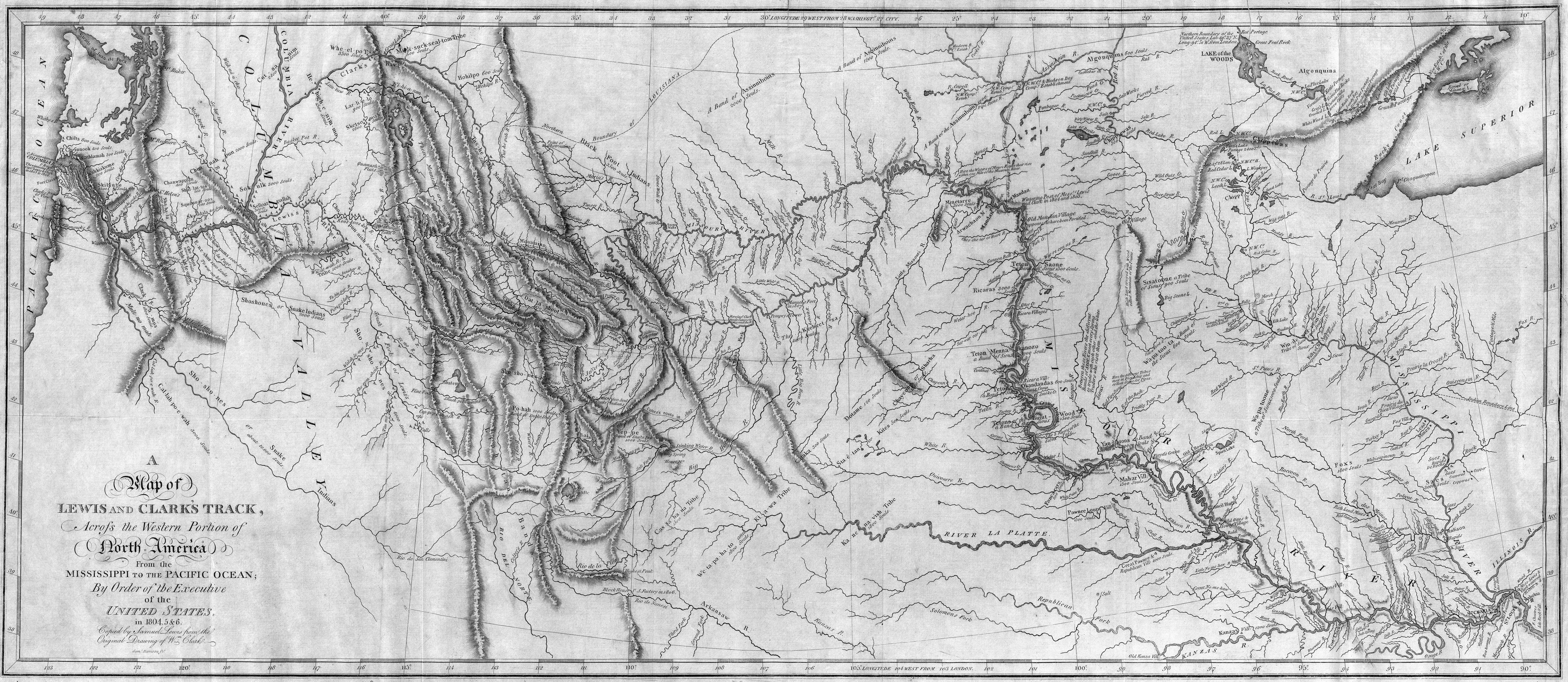
Mapa de la expedición Lewis-Clark (1804-1806), publicado en 1814. Fue el más ambicioso intento, impulsado por Jefferson, de conseguir información y control sobre el territorio inexplorado del noroeste americano.

No obstante, tal imperio no tenía por qué ser necesariamente una entidad política territorialmente unificada (Whether we remain in one confederacy, or form Atlantic and Mississippi confederacies, I believe not very important to the happiness of either part). Por otro lado, consideraba inviolable la unidad entre los Estados.
El 27 de abril de 1809 Jefferson escribió a su sucesor James Madison acerca de la inclusión de Canadá en la Unión (we should then have only to include the North [Canada] in our confederacy... and we should have such an empire for liberty as she has never surveyed since the creation: & I am persuaded no constitution was ever before so well calculated as ours for extensive empire & self government).
Incluso en sus últimos años, Jefferson no dejaba de imaginar la expansión de los límites de tal imperio (where this progress will stop no-one can say. Barbarism has, in the meantime, been receding before the steady step of amelioration; and will in time, I trust, disappear from the earth).